# Facit
La società Facit (Facit AB) è stata un'azienda svedese operante nel settore delle macchine di calcolo meccaniche e delle macchine per scrivere. 

## Storia

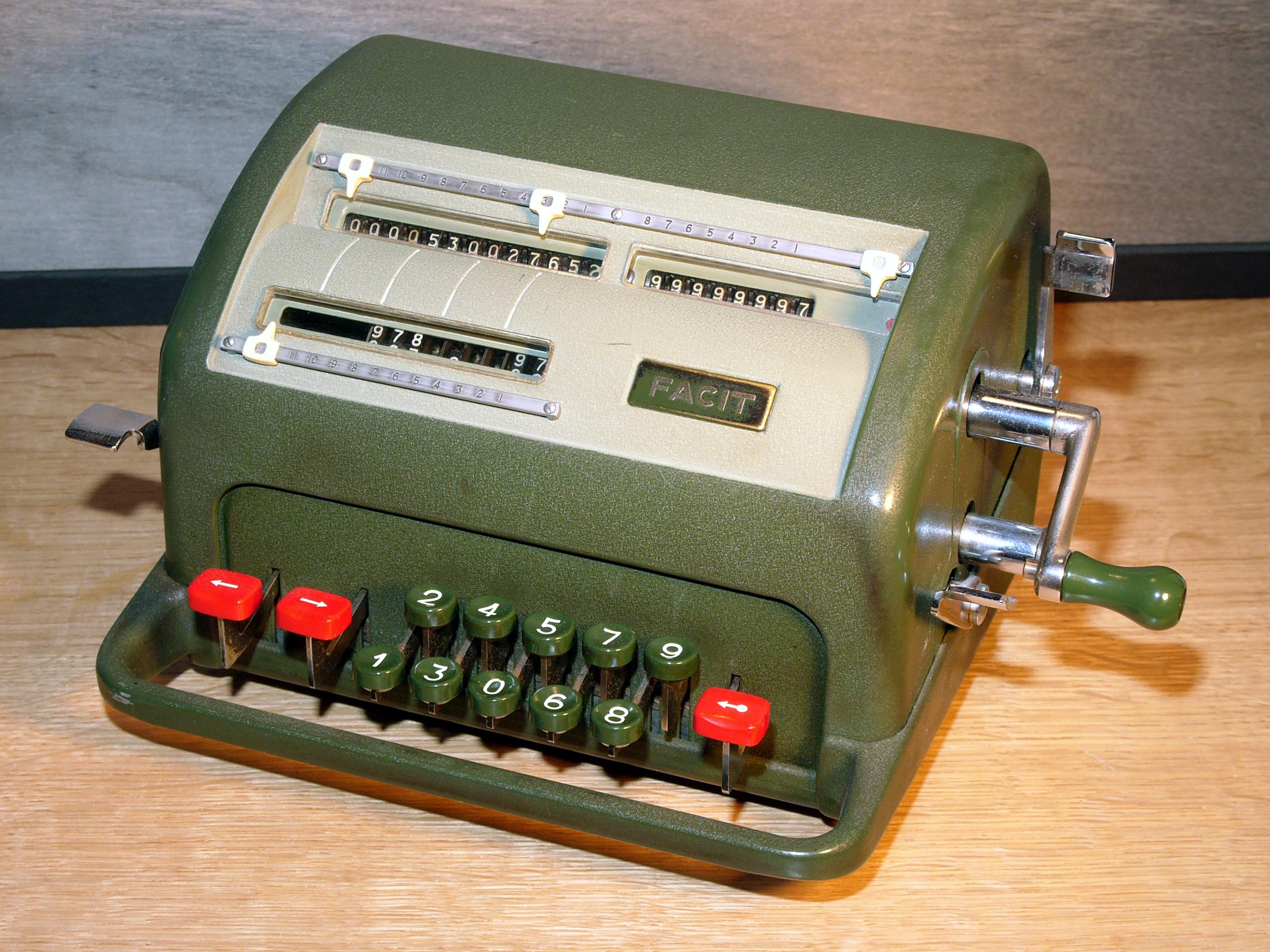
Macchina di calcolo Facit, 1954

Fu fondata nel 1922 da Elof Ericsson col nome AB Åtvidabergs Industrier. Gigante mondiale del settore alla fine degli anni 1960, non riuscì ad aggiornarsi alle emergenti tecnologie elettroniche.
Facit è stata venduta ad Electrolux nel 1973. Nel 1983 è stata di nuovo venduta a Ericsson, ed è iniziato il tentativo di produrre microcomputer. In un arco di tempo di 4 anni l'home computer Facit divenne in Svezia popolare.
Offriva alcune soluzioni innovative e forniva come linguaggio di programmazione il BASIC. Comunque, nel 1988, quando ci si rese conto che questo ramo d'azienda non era profittevole, fu dismesso. La società fu successivamente divisa tra diversi proprietari. Ciò che rimase della corporazione, conosciuta come Facit AB, fu definitivamente chiusa nel 1998.